# エラ・ウィーラー・ウィルコックス
エラ・ウィーラー・ウィルコックス（英: Ella Wheeler Wilcox、1850年11月5日-1919年10月30日）は、アメリカ合衆国の著作家、詩人である。その最もよく知られた作品は『Poems of Passion』（情熱の詩）である。不朽の名作と言えば、「貴方が笑えば、世界は貴方と共に笑う。貴方が泣くとき、貴方は一人で泣く。」という節がある『Solitude』（孤独）である。自叙伝『The Worlds and I』（世界と私）はウィルコックスが死ぬ1年前の1918年に出版された。

## 伝記
エラ・ウィーラーは1850年にウィスコンシン州ジェーンズビルの東の田園地帯、ジョンズタウンの農家で、4人兄弟の末っ子として生まれた。家族は間もなく北のマディソンに転居した。かなり幼い時から詩を書き始め、高校を卒業するときには州内で詩人としてよく知られていた。28歳のときにロバート・ウィルコックスと結婚した。この夫妻には息子が一人生まれたが、生後間もなく死亡した。結婚してから幾らも経たないうちに、夫妻は神智学、新思想および心霊主義に興味を持つようになった。

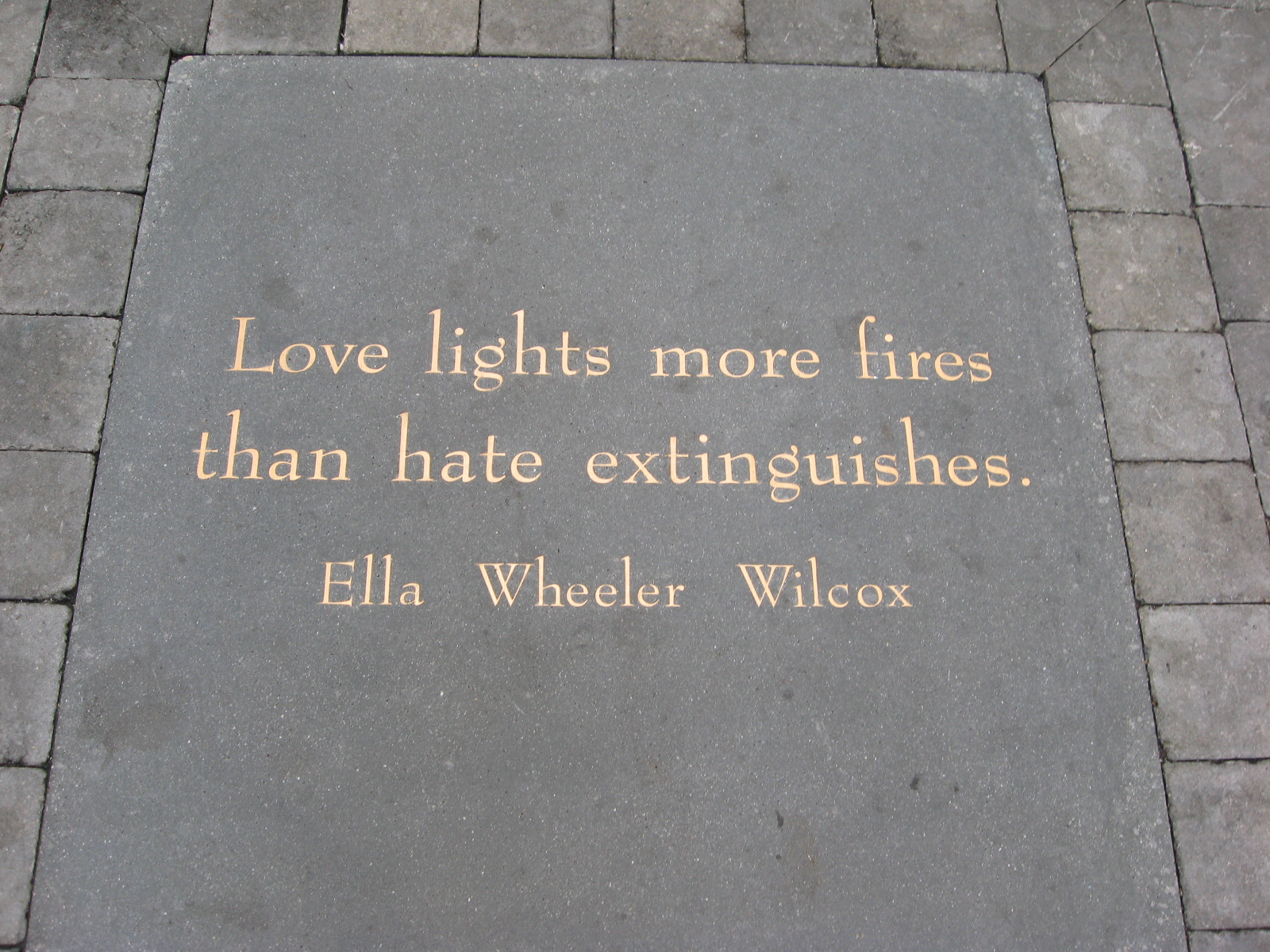
ウィルコックスの詩を刻んだ銘盤、サンフランシスコのジャック・ケルアック・アレーにある。

夫妻は結婚生活の初期に、先に死んだ者が戻ってきて残った者と対話を交わすと互いに約束しあった。夫のロバートが結婚してから30年以上経った1916年に死んだ。妻のエラは夫からの伝言が無いままに1週間1週間と過ぎていくうちに激しくなる悲しみに暮れた。エラがカリフォルニア州に行って、薔薇十字団の占星術師マックス・ハインデルに会って、その悲しみの救済を求め、夫から伝言が何故無いのか理解できないでいたのはこの頃だった。以下はエラがこの会見について語ったものである。
数ヵ月後、エラはマントラすなわち肯定の祈りを作成し、その中で「私は生きている証人です。死者は生きている。彼らは私たちを通じて話し、私たちに話しかけている。私はこの栄光ある真実を苦しんでいる世界に与える声です。準備ができています、神よ。準備ができています、キリストよ。準備ができています、ロバートよ。」と何度も何度も言っていた。
ウィルコックスは世界にオカルト（超自然的な力）の事柄を教えるように努めた。彼女の作品は実証主義で満ちていて新思想運動の中で人気があり、1915年にはその小冊子『新思想について知っていること』が、出版者エリザベス・タウンに拠れば5万部配布された。
次の談話は転生の中に新思想、心霊主義および神智学的信念をウィルコックスが特徴的に混ぜ合わせたものである。

## 詩

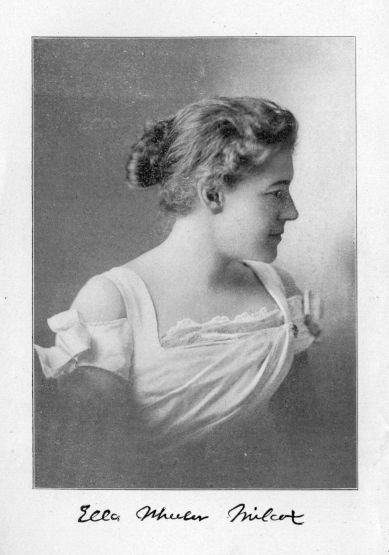
エラ・ウィーラー・ウィルコックスと自署

文学的な詩人というよりも人気のある詩人であるウィリコックスの詩は、平明な文章で韻を踏ませ、快活で楽観的な感情を表現している。その世界観はその詩「何であっても、それが最善」という題に表れており、18世紀の詩人アレキサンダー・ポープの「何であっても、それが正しい」を写したことを示唆している。
ウィルコックスの作品は文芸批評家F・O・マシーセンによる『アメリカの詩のオックスフォード・ブック』に載っていないが、ヘイゼル・フェルマンは『アメリカ人に愛された最良の詩』の中にウィルコックスの詩を13編以上選び、著作家マーティン・ガードナーは『最も記憶される詩』の中に『Solitude』と『The Winds of Fate』（運命の風）を選んだ。
ウィルコックスは『剥製のフクロウ：下手な詩の選集』や『大変下手な詩』のような下手な詩の選集にしばしば取り上げられている。小説家シンクレア・ルイスはその著作『バビット』が文学的洗練さが欠けていることを、「ラドヤード・キップリングの『If』やウィルコックスの『The Man Worth While』（価値がある男）のような古典的詩の一つ」として韻文に言及することで示した。
『The Man Worth While』は次の一節で始まる。
| It is easy enough to be pleasant, When life flows by like a song, But the man worth while is one who will smile, When everything goes dead wrong. | 喜ぶのは容易である 人生が歌のように流れていくとき しかし価値がある男は微笑む男だ 全てがうまくいかないとき |

『Solitude』（孤独）冒頭の最も有名な一節は次のようになっている。
| Laugh and the world laughs with you, Weep, and you weep alone; The good old earth must borrow its mirth, But has trouble enough of its own. | 笑おう、そうすれば世界が貴方と共に笑う 泣きなさい、そうすれば貴方は一人だ 良き古き地球はその歓喜を借りなければならない しかしそれ自身十分な問題を持っている |

『The Winds of Fate』（運命の風）は全く安上がりであり、要約するには短すぎる。次が全文である。
| One ship drives east and another drives west With the selfsame winds that blow. 'Tis the set of the sails, And Not the gales, That tell us the way to go. Like the winds of the sea are the ways of fate; As we voyage along through life, 'Tis the set of a soul That decides its goal, And not the calm or the strife. | ある船は東に行き、別の船は西に行く 吹いている風と全く同じに それが一組の帆であり 風ではない それが行く先を告げてくれる 海の風のように運命の行方がある 人生を旅していくように それが一組の魂であり それが行く先を決める 静かでもなく争いでもなく |

## 遺産
ウィルコックスの言葉「愛は憎しみが消すよりも多くの火を燃やす」がサンフランシスコ市ジャック・ケルアック・アレー（シティライツ書店の隣）の舗道石に刻まれている（上の写真参照）。

## 『Solitude』（孤独）
『Solitude』（孤独）は「ザ・ニューヨーク・サン」1883年2月25日号に初めて掲載された。この詩の題材を得たのはウィスコンシン州マディソンで知事の就任舞踏会に出席するために旅した時だった。祝いの席に向かう道すがら、彼女とは通路を隔てた向かいに座っている黒い服を着た若い女性がいた。その女性は泣いていた。ウィルコックスはその女性の隣に座り、旅の残り時間に彼女を慰めようとした。二人が目的地に到着したとき、ウィルコックスは大変落ち込んでいたので予定の祝宴に出席する気分になれなかった。鏡に自分の晴れやかな顔を写して見たとき、突然悲しみに暮れる未亡人を想い出した。『Solitude』の冒頭を書いたのがその時だった。
| "Laugh, and the world laughs with you; "Weep, and you weep alone." | 貴方が笑えば、世界は貴方と共に笑う 貴方が泣くとき、貴方は一人で泣く |

ウィルコックスはその詩を「サン」紙に送り、稿料として5ドルを受け取った。1883年5月、『Solitude』はウィルコックスの本『情熱の詩』に収録された。

## 自叙伝
ウィルコックスの自叙伝『The Worlds and I』（世界と私）の最後の言葉は、「（神の、また精神的存在のヒエラルキーの）この力強い倉庫から、私たちは知恵と知識を集め、光と力を受け取り、私たちの父の家にある数知れない邸宅の中で唯一のものである地球の準備の部屋を通っていく。物事はこのように考えなさい。」となっている。

## 死
エラ・ウィーラー・ウィルコックスは1919年、69歳の誕生日の1週間前である10月30日に、癌で亡くなった。

## 影響
エラ・ウィーラー・ウィルコックスの名前は、イギリスのユーモア作家リチャード・マードックによる下手な詩に思いがけない印象を与え、アレクサンドル・ルイジーニのバレエ音楽「Ballet egyptien」（エジプトの踊り）の冒頭小節に使った。

## 作品
- 著書（自叙伝）
  - The Worlds and I（世界と私）, New York: George II Doran Company, c1918 www

- 詩
  - The Invisible Helpers（見えない援助者） in Cosmopolitan 57 (October 1914): 578-579 www
  - The Voice of the Voiceless（声無き者の声） www
  - Disarmament（武装解除） www
  - Roads to God（神への道） www
  - To An Astrologer（占星術師に） www
  - Secret Thoughts（秘密の考え） www
  - An Ambitious Man（大望のある男） www
  - An Englishman and Other Poems（イギリス人と他の詩） www
  - Hello, Boys!（やあ、少年達！） www
  - The Kingdom of Love（愛の王国）  www
  - Maurine and other Poems（モーリーンと他の詩） www
  - New Thought Pastels（新思想パステル画） www
  - Poems of Cheer（快活な詩） www
  - Poems of Experience（経験の詩） www
  - Poems of Optimism（楽観主義の詩） www
  - Poems of Passion（情熱の詩） www
  - Poems of Power（力の詩） www
  - Poems of Progress（進行の詩） www
  - Poems of Purpose（目的の詩） www
  - Poems of Sentiment（感情の詩） www
  - A Woman of the World（世界の女） www
  - Yesterday（昨日） www
  - Poems of Reflection（反省の詩）, 1905 copyright, M. A. Donahue & Co. (publisher)